# Wenfeng
För andra betydelser, se Wenfeng (olika betydelser).
Wenfeng är ett stadsdistrikt i Anyang i Henan-provinsen i norra Kina.